# تهمة جنائية

التهمة الجنائية أو التُهمة الإجرامية هي اتِّهامًا رسميًّا مِن سُلطة حكوميَّة يُفيد أنَّ شخصًا ما قد ارتكب جريمة. وثيقة الاتهام، تحتوي على تهمة أو أكثر أو كميَّة، يُمكن أن تتخذ عِدَّة أشكال، مِنها:
- شكوى
- إنذار
- لائحة اتهام
- استدعاء
- مخالفة مرورية